# Монча
Монча (Ольче, Куцколь) — река в Мурманской области России. Протекает по территориям городского округа город Мончегорск с подведомственной территорией и Кольского района. Впадает в озеро Имандра.
Длина реки составляет 86 км. Площадь бассейна 1580 км².
Берёт начало в безымянном озере на высоте 450 м над уровнем моря. Протекает по лесной, местами болотистой местности. Порожиста. Проходит озёра Верхнее Ольче, Нижнее Ольче, Куцколь, Лумболка, Кашкозеро, Сухая Ламбина, Мончеозеро, Лумболка и Роговое. От истока до озера Куцколь носит названия Ольче, далее до Мончеозера носит названеи Куцколь, а после Мончеозера название Монче. Впадает в губу Мончегуба озера Имандра на высоте 127,5 м над уровнем моря. В нижнем течении на реке расположен город Мончегорск. Через реку перекинуты автомобильный (на трассе Кола) и железнодорожные мосты.

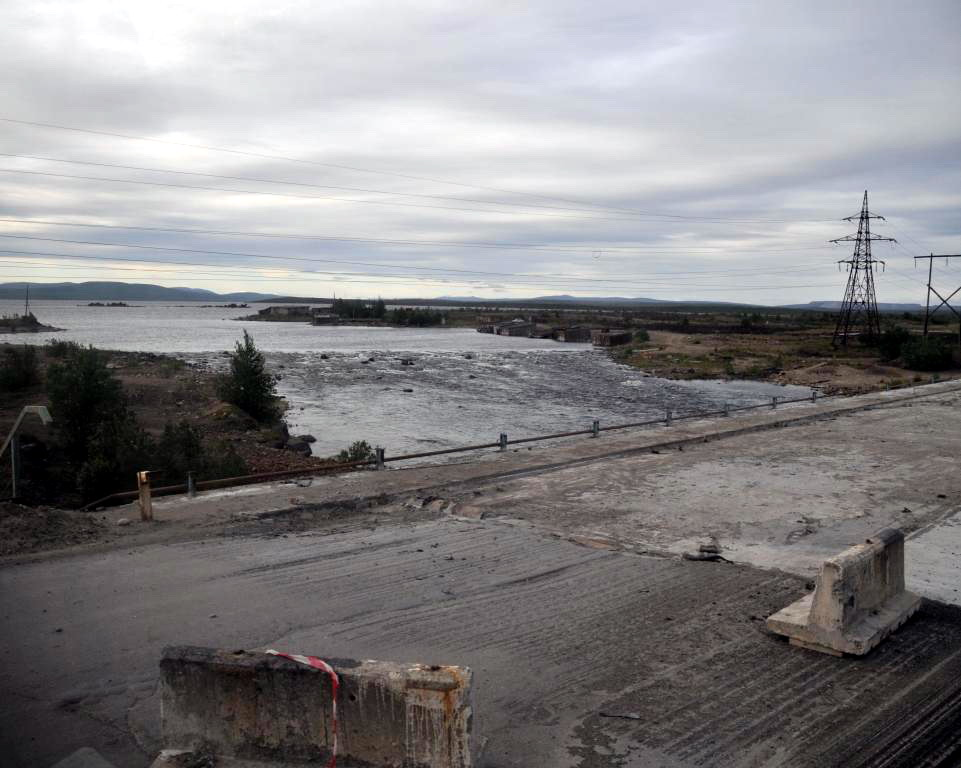
Монча с моста

## Данные водного реестра
По данным государственного водного реестра России относится к Баренцево-Беломорскому бассейновому округу, водохозяйственный участок реки — река Нива, включая озеро Имандра. Речной бассейн реки — бассейны рек Кольского полуострова и Карелии.
Код объекта в государственном водном реестре — 02020000312101000010195.